# Papiri del Nuovo Testamento
La lista dei papiri del Nuovo Testamento è composta da oltre centoventi papiri contenenti brani del Nuovo Testamento; si tratta delle più antiche e migliori testimonianze sul testo del Nuovo Testamento.

## Catalogazione
Questa distinzione tra i manoscritti del Nuovo Testamento sorse solo nel XX secolo. Questo raggruppamento fu introdotto da Caspar René Gregory, il quale assegnò ai testi papiracei il carattere gotico {\displaystyle {\mathfrak {p}}} seguito da un numero in apice. Prima del 1900, solo nove manoscritti papiriacei erano noti, e solo uno era stato citato in un apparato critico ({\displaystyle {\mathfrak {P}}}11 da Konstantin von Tischendorf). Questi nove papiri erano solo frammenti singoli, ad eccezione di {\displaystyle {\mathfrak {P}}}15, che consiste di un'intera pagina. Le scoperte del XX secolo hanno offerto i frammenti manoscritti del Nuovo Testamento più antichi. Frederic Kenyon nel 1912 conosceva 14 papiri, Aland, nella sua prima edizione del Kurzgefasste... nel 1963, elencò 76 papiri, mentre nel 1989 erano noti 96 papiri, e 124 nel 2008.
Furono fatte anche scoperte di manoscritti quasi completi, che permisero agli studiosi di esaminare il carattere testuale di questi antichi manoscritti.
Questi manoscritti non contengono solo testi del Nuovo Testamento. Ad esempio: {\displaystyle {\mathfrak {P}}}59, {\displaystyle {\mathfrak {P}}}60, {\displaystyle {\mathfrak {P}}}63, {\displaystyle {\mathfrak {P}}}80 contengono il testo con commenti, {\displaystyle {\mathfrak {P}}}2, {\displaystyle {\mathfrak {P}}}3, e {\displaystyle {\mathfrak {P}}}44 sono lezionarii, {\displaystyle {\mathfrak {P}}}50, {\displaystyle {\mathfrak {P}}}55, {\displaystyle {\mathfrak {P}}}78 sono talismani, {\displaystyle {\mathfrak {P}}}42, {\displaystyle {\mathfrak {P}}}10, {\displaystyle {\mathfrak {P}}}12, {\displaystyle {\mathfrak {P}}}42, {\displaystyle {\mathfrak {P}}}43, {\displaystyle {\mathfrak {P}}}62 e {\displaystyle {\mathfrak {P}}}99 contengono altri testi miscellanei, come glossari o canzoni.
Tutti i papiri sono descritti e discussi nelle opere pubblicate dalla collana Novum Testamentum Graece edita da Nestle-Aland, presso lo Institut für Neutestamentliche Textforschung (INTF), Munster, Germania.

## Papiri
La denominazione dei 127 papiri catalogati è composta da una 'P' gotica seguita da un numero posto all'apice, più eventuali lettere dell'alfabeto latino per indicarne i frammenti.
Nella tabella, la colonna «Datazione» riporta la datazione stimata di redazione del manoscritto; il «Tipo testuale» riporta quale variante del testo neotestamentario è presente nel papiro; nella colonna «Testi biblici contenuti» sono elencate le porzioni di Nuovo Testamento presenti nel manoscritto; il «Codice di riferimento» riportato è quello usato per la classificazione del manoscritto presso l'ente, la collezione o il museo dove è conservato, ovvero la classificazione usuale utilizzata dagli studiosi dei manoscritti del Nuovo Testamento; nella colonna «Località» è indicata la sede di conservazione del manoscritto.
| Nome                               | Datazione                         | Tipo testuale                                                                    | Testi biblici contenuti | Collocazione                                               | Codice di riferimento                                                                                         | Località                             | Stato                         |
| ---------------------------------- | --------------------------------- | -------------------------------------------------------------------------------- | --- | ---------------------------------------------------------- | --- | ------------------------------------ | ----------------------------- |
| {\displaystyle {\mathfrak {P}}}1   | 250                               | alessandrino                                                                     | Mt 1:1-9,12, 14-20 | University of Pennsylvania                                 | P. Oxy. 2; E 2746                                                                                             | Filadelfia, Pennsylvania             | USA                           |
| {\displaystyle {\mathfrak {P}}}2   | 550                               | Misto                                                                            | Gv 12:12-15 | Museo archeologico nazionale                               | Inv. 7134 | Firenze                              | Italia                        |
| {\displaystyle {\mathfrak {P}}}3   | 600                               | alessandrino                                                                     | Lu 7:36-45; 10.38-42 | Österreichische Nationalbibliothek                         | Pap. G. 2323                                                                                                  | Vienna                               | Austria                       |
| {\displaystyle {\mathfrak {P}}}4   | 175–250                           | alessandrino                                                                     | Lu 1.58–59; 1:62–2:1; 2:6–7; 3:8–4:2; 4:29–32, 34–35; 5:3–8; 5:30–6:16 | Biblioteca nazionale di Francia                            | Suppl. Gr. 1120                                                                                               | Parigi                               | Francia                       |
| {\displaystyle {\mathfrak {P}}}5   | 250                               | occidentale                                                                      | Gv 1:23-31, 33-40; 16:14-30; 20:11-17, 19-20, 22-25 | British Library                                            | P. Oxy. 208. 1781; Inv. 782. 2484                                                                             | Londra                               | Regno Unito                   |
| {\displaystyle {\mathfrak {P}}}6   | 475-500                           | come bizantino e Θ                                                               | Gv 10:1-2, 4-7, 9-10; 11:1-8, 45-52 | Bibliothèque nationale et universitaire                    | Pap. copt. 379. 381. 382. 384                                                                                 | Strasburgo                           | Francia                       |
| {\displaystyle {\mathfrak {P}}}7   | 300(?)                            |                                                                                  | Lu 4:1-3 | Biblioteca nazionale ucraina Vernadsky                     | Petrov 553 | Kiev                                 | Ucraina                       |
| {\displaystyle {\mathfrak {P}}}8   | 350                               | Misto: alessandrino e occidentale                                                | At 4:31-37; 5:2-9; 6:1-6, 8-15 | Musei statali di Berlino                                   | Inv. 8683 | Berlino                              | Germania                      |
| {\displaystyle {\mathfrak {P}}}9   | 375-500                           |                                                                                  | 1Gv 4:11-12, 14-17 | Houghton Library, Harvard                                  | P. Oxy. 402; Inv. 3736                                                                                        | Cambridge, Massachusetts             | USA                           |
| {\displaystyle {\mathfrak {P}}}10  | 300-350                           | alessandrino                                                                     | Rom 1:1-7 | Houghton Library, Harvard                                  | P. Oxy. 209; Inv. 2218                                                                                        | Cambridge, Massachusetts             | USA                           |
| {\displaystyle {\mathfrak {P}}}11  | 550                               | alessandrino (forse come {\displaystyle {\mathfrak {P}}}14)                      | 1Cor 1:17-22; 2:9-12,14, 3:1-3, 5-6; 4:3-5:5; 5:7-8; 6:5-9, 11-18; 7:3-6, 10-14 | Biblioteca nazionale russa                                 | Gr. 258A | San Pietroburgo                      | Russia                        |
| {\displaystyle {\mathfrak {P}}}12  | 275-325                           |                                                                                  | Ebr 1:1 | Pierpont Morgan Library & Museum                           | Pap. Gr. 3; P. Amherst 3b                                                                                     | New York City                        | USA                           |
| {\displaystyle {\mathfrak {P}}}13  | 301-350                           | alessandrino (come bizantino)                                                    | Ebr 2:14-5:5; 10:8-22; 10:29-11:13; 11:28-12:17 | British Library, Biblioteca Medicea Laurenziana            | P. Oxy. 657; Inv. 1532 v, PSI 1292                                                                            | Londra, Firenze                      | Regno Unito, Italia           |
| {\displaystyle {\mathfrak {P}}}14  | 450                               | alessandrino (forse come {\displaystyle {\mathfrak {P}}}11)                      | 1Cor 1:25-27; 2:6-8; 3:8-10,20 | Monastero di Santa Caterina                                | 14 | Sinai                                | Egitto                        |
| {\displaystyle {\mathfrak {P}}}15  | 350-400                           | alessandrino                                                                     | 1Cor 7:18-8:4 | Museo Egizio                                               | P. Oxy. 1008; JE 47423                                                                                        | Cairo                                | Egitto                        |
| {\displaystyle {\mathfrak {P}}}16  | 350-400                           | alessandrino                                                                     | Fili 3:10-17; 4:2-8 | Museo Egizio                                               | P. Oxy. 1009; JE 47424                                                                                        | Cairo                                | Egitto                        |
| {\displaystyle {\mathfrak {P}}}17  | 350                               | Misto                                                                            | Ebr 9:12-19 | Cambridge University Library                               | P. Oxy. 1078; Add. 5893                                                                                       | Cambridge                            | Regno Unito                   |
| {\displaystyle {\mathfrak {P}}}18  | 300                               | come א, bizantino, cesariense                                                    | Ap 1:4-7 | British Library                                            | P. Oxy. 1079; Inv. 2053v                                                                                      | Londra                               | Regno Unito                   |
| {\displaystyle {\mathfrak {P}}}19  | 400                               | Misto (per lo più occidentale)                                                   | Mt 10:32-11:5 | Biblioteca Bodleiana                                       | P. Oxy. 1170; Gr. bibl. d. 6 (P)                                                                              | Oxford                               | Regno Unito                   |
| {\displaystyle {\mathfrak {P}}}20  | 275-300                           | alessandrino                                                                     | Giac 2:19-3:9 | Harvey S. Firestone Memorial Library                       | P. Oxy. 1171; AM 4117                                                                                         | Princeton, New Jersey                | USA                           |
| {\displaystyle {\mathfrak {P}}}21  | 400                               | come אc e onciale D                                                              | Mt 12:24-26, 32-33 | Muhlenberg College                                         | P. Oxy. 1227; Theol. Pap. 3                                                                                   | Allentown, Pennsylvania              | USA                           |
| {\displaystyle {\mathfrak {P}}}22  | 275-300                           | come א e onciale D                                                               | Gv 15:25-16:2; 16:21-32 | University of Glasgow Library                              | P. Oxy. 1228; MS 2-X.I                                                                                        | Glasgow                              | Regno Unito                   |
| {\displaystyle {\mathfrak {P}}}23  | 300-400                           | alessandrino                                                                     | Giac 1:10-12, 15-18 | Università dell'Illinois                                   | P. Oxy. 1229; G. P. 1229                                                                                      | Urbana, Illinois                     | USA                           |
| {\displaystyle {\mathfrak {P}}}24  | 301-325                           | come א                                                                           | Ap 5:5-8; 6:5-8 | Franklin Trask Library, Andover Newton Theological School  | P. Oxy. 1230; OP 1230                                                                                         | Newton, Massachusetts                | USA                           |
| {\displaystyle {\mathfrak {P}}}25  | 451-550                           | occidentale                                                                      | Mt 18:32-34; 19.1-3, 5-7, 9-10 | Musei statali di Berlino                                   | Inv. 16388 | Berlino                              | Germania                      |
| {\displaystyle {\mathfrak {P}}}26  | 600                               | come alessandrino, א                                                             | Rom 1:1-16 | (Joseph S) Bridwell Library, Southern Methodist University | P. Oxy. 1354                                                                                                  | Dallas, Texas                        | USA                           |
| {\displaystyle {\mathfrak {P}}}27  | 250                               | alessandrino (e occidentale)                                                     | Rom 8:12-22, 24-27; 8:33-9:3; 9:5-9 | Cambridge University Library                               | P. Oxy. 1355; Add. 7211                                                                                       | Cambridge                            | Regno Unito                   |
| {\displaystyle {\mathfrak {P}}}28  | 300-375                           | alessandrino                                                                     | Gv 6:8-12,17-22 | Palestine Institute Museum, Pacific School of Religion     | P. Oxy. 1596; Pap. 2                                                                                          | Berkeley, California                 | USA                           |
| {\displaystyle {\mathfrak {P}}}29  | 275-350                           | occidentale?                                                                     | At 26:7-8, 20 | Biblioteca Bodleiana                                       | P. Oxy. 1597; Gr. bibl. g. 4 (P)                                                                              | Oxford                               | Regno Unito                   |
| {\displaystyle {\mathfrak {P}}}30  | 275-350                           | Misto                                                                            | 1Tess 4:12-13, 16-17; 5:3, 8-10, 12-18, 25-28; 2Tess 1:1-2 | Biblioteca dell'Università di Gand                         | P. Oxy. 1598; Inv. 61                                                                                         | Gand                                 | Belgio                        |
| {\displaystyle {\mathfrak {P}}}31  | 650                               | come א                                                                           | Rom 12:3-8 | John Rylands University Library                            | P. Ryl. 4; Gr. P. 4                                                                                           | Manchester                           | Regno Unito                   |
| {\displaystyle {\mathfrak {P}}}32  | 200-300                           | come א, anche come onciali F,G                                                   | Tit 1:11-15; 2:3-8 | John Rylands University Library                            | P. Ryl. 5; G. P. 5                                                                                            | Manchester                           | Regno Unito                   |
| {\displaystyle {\mathfrak {P}}}33  | 550                               | alessandrino (forse come= p58)                                                   | At 7:6-10, 13-18; 15:21-24, 26-32 | Österreichische Nationalbibliothek                         | Pap. G. 17973, 26133, 35831, 39783                                                                            | Vienna                               | Austria                       |
| {\displaystyle {\mathfrak {P}}}34  | 650                               | alessandrino                                                                     | 1Cor 16:4-7, 10; 2Cor 5:18-21; 10:13-14; 11:2,4,6-7 | Österreichische Nationalbibliothek                         | Pap. G. 39784                                                                                                 | Vienna                               | Austria                       |
| {\displaystyle {\mathfrak {P}}}35  | 350(?)                            | Misto: alessandrino e occidentale                                                | Mt 25:12-15, 20-23 | Biblioteca Medicea Laurenziana                             | PSI 1 | Firenze                              | Italia                        |
| {\displaystyle {\mathfrak {P}}}36  | 550                               | Misto: alessandrino e occidentale                                                | Gv 3:14-18, 31-32, 34-35 | Biblioteca Medicea Laurenziana                             | PSI 3 | Firenze                              | Italia                        |
| {\displaystyle {\mathfrak {P}}}37  | 300                               | occidentale?                                                                     | Mt 26:19-52 | University of Michigan                                     | P. Mich. 137; Inv. 1570                                                                                       | Ann Arbor                            | USA                           |
| {\displaystyle {\mathfrak {P}}}38  | 300                               | occidentale                                                                      | At 18:27-19:6; 19:12-16 | University of Michigan                                     | P. Mich. 138; Inv. 1571                                                                                       | Ann Arbor                            | USA                           |
| {\displaystyle {\mathfrak {P}}}39  | 250                               | alessandrino                                                                     | Gv 8:14-22 | Ambrose Swasey Library                                     | P. Oxy. 1780; Inv. 8864                                                                                       | Rochester                            | USA                           |
| {\displaystyle {\mathfrak {P}}}40  | 250                               | alessandrino                                                                     | Rom 1:24-27; 1:31-2:3; 3:21-4:8; 6:4-5,16; 9:16-17,27 | Istituto di papirologia dell'Università di Heidelberg      | P. Bad. 57; Inv. 45                                                                                           | Heidelberg                           | Germania                      |
| {\displaystyle {\mathfrak {P}}}41  | 750                               | occidentale                                                                      | At 17:28-18:2; 18:17-18,22-25,27; 19:1-4,6-8,13-16,18-19; 20:9-13,15-16,22-24,26-38;21:1-4,26-27; 22:11-14,16-17 | Österreichische Nationalbibliothek                         | Pap. K. 7541-48                                                                                               | Vienna                               | Austria                       |
| {\displaystyle {\mathfrak {P}}}42  | 700                               | bizantino (come alessandrino)                                                    | Lu 1:54-55; 2:29-32 | Österreichische Nationalbibliothek                         | Pap. K. 8706                                                                                                  | Vienna                               | Austria                       |
| {\displaystyle {\mathfrak {P}}}43  | 600                               | alessandrino, prevalentemente                                                    | Ap 2:12-13; 15:8-16:2 | British Library                                            | Inv. 2241 | Londra                               | Regno Unito                   |
| {\displaystyle {\mathfrak {p}}}44a | 600                               | alessandrino                                                                     | Gv 10:8-14 | Metropolitan Museum of Art                                 | Inv. 14. 1. 527, 1 fol                                                                                        | New York City                        | USA                           |
| {\displaystyle {\mathfrak {p}}}44b | 600                               | alessandrino                                                                     | Mt 17:1-3,6-7; 18:15-17,19; 25:8-10; Gv 9:3-4; 12:16-18 | Metropolitan Museum of Art                                 | Inv. 14. 1. 527                                                                                               | New York City                        | USA                           |
| {\displaystyle {\mathfrak {P}}}45  | 250                               | Misto                                                                            | Mt 20:24-32; 21:13-19; 25:41-26:39; Mc 4:36-40; 5:15-26; 5:38-6:3; 6:16-25,36-50; 7:3-15; 7:25-8:1; 8:10-26; 8:34-9:9; 9:18-31; 11:27-12:1; 12:5-8,13-19,24-28; Lu 6:31-41; 6:45-7:7; 9:26-41; 9:45-10:1; 10:6-22,26-42; 11:1,6-25,28-46; 11:50-12:12; 12:18-37; 12:42-13:1; 13:6-24; 13:29-14:10; 14:17-33; Gv 4:51-54; 5:21-24; 10:7-25; 10:30-11:10;11:18-36,42-57; At 4:27-36; 5:10-21,30-39; 6:7-7:2; 7:10-21;7:32-41; 7:52-8:1; 8:14-25; 8:34-9:6; 9:16-27; 9:35-10:2; 10:10-23,31-41; 11:2-14; 11:24-12:5; 12:13-22; 13:6-16, 25-36; 13:46-14:3; 14:15-23; 15:2-7,19-27; 15:38-16:4; 16:15-21,32-40;17:9-17 | Chester Beatty Library, Österreichische Nationalbibliothek | P. Chest. B. I. Pap.g. 31974                                                                                  | Dublino, Vienna                      | Irlanda, Austria              |
| {\displaystyle {\mathfrak {P}}}46  | 200-250                           | alessandrino (come bizantino)                                                    | Rom 5:17-6:3; 6:5-14; 8:15-25, 27-35; 8:37-9:32; 10:1-11:22; 11:24-33; 11:35-15:9; 15:11-16:27; 1Cor 1:1-9:2; 9:4-14:14; 14:16-15:15; 15:17-16:22; 2Cor 1:1-11:10; 11:12-21; 11:23-13:13; Gal 1:1-8; 1:10-2:9; 2:12-21; 3:2-29; 4:2-18; 4:20-5:17; 5:20-6:8; 6:10-18; Ef 1:1-2:7; 2:10-5:6; 5:8-6:6; 6:8-18,20-24; Fili 1:1,5-15,17-28; 1:30-2:12; 2:14-27; 2:29-3:8; 3:10-21; 4:2-12,14-23; Col 1:1-2,5-13,16-24; 1:27-2:19; 2:23-3:11; 3:13-24; 4:3-12,16-18; 1Tess 1:1; 1:9-2:3; 5:5-9,23-28; Ebr 1:1-9:16;9:18-10:20; 10:22-30; 10:32-13:25                                                                    | Chester Beatty Library, University of Michigan             | P. Chest. B. II. Inv. 6238                                                                                    | Ann Arbor Michigan, Dublino          | USA, Regno Unito Irlanda      |
| {\displaystyle {\mathfrak {P}}}47  | 250                               | come א, anche alessandrino e cesariense                                          | Ap 9:10-11:3; 11:5-16:15; 16:17-17:2 | Chester Beatty Library                                     | P. Chest. B. III                                                                                              | Dublino                              | Irlanda                       |
| {\displaystyle {\mathfrak {P}}}48  | 250                               | occidentale                                                                      | At 23:11-17,25-29 | Biblioteca Medicea Laurenziana                             | PSI 1165 | Firenze                              | Italia                        |
| {\displaystyle {\mathfrak {P}}}49  | 250                               | alessandrino                                                                     | Ef 4:16-29; 4:32-5:13 | Yale University Library, Connecticut                       | P. 415 | New Haven                            | USA                           |
| {\displaystyle {\mathfrak {P}}}50  | 400                               | per lo più alessandrino (simile anche a bizantino)                               | At 8:26-32; 10:26-31 | Yale University Library, Connecticut                       | P. 1543 | New Haven                            | USA                           |
| {\displaystyle {\mathfrak {P}}}51  | 400                               | in parte alessandrino                                                            | Gal 1:2-10,13,16-20 | Ashmolean Museum                                           | P. Oxy. 2157                                                                                                  | Oxford                               | Regno Unito                   |
| {\displaystyle {\mathfrak {P}}}52  | 175–225 (precedentemente 125–175) | alessandrino                                                                     | Gv 18:31–33,37–38 | John Rylands University Library                            | Gr. P. 457 | Manchester                           | Regno Unito                   |
| {\displaystyle {\mathfrak {P}}}53  | 250                               | alessandrino                                                                     | Mt 26:29-40; At 9:33-10:1 | University of Michigan                                     | Inv. 6652 | Ann Arbor, Michigan                  | USA                           |
| {\displaystyle {\mathfrak {P}}}54  | 500                               | come א, bizantino, cesariense                                                    | Giac 2:16-18, 22-26; 3:2-4 | Princeton University Library                               | P. Princ. 15; Garrett Depots 7742                                                                             | Princeton, New Jersey                | USA                           |
| {\displaystyle {\mathfrak {P}}}55  | 600                               | alessandrino                                                                     | Gv 1:31-33,35-38 | Österreichische Nationalbibliothek                         | Pap. G. 26214                                                                                                 | Vienna                               | Austria                       |
| {\displaystyle {\mathfrak {P}}}56  | 500                               | alessandrino                                                                     | At 1:1,4-5,7,10-11 | Österreichische Nationalbibliothek                         | Pap. G. 19918                                                                                                 | Vienna                               | Austria                       |
| {\displaystyle {\mathfrak {P}}}57  | 400                               | alessandrino                                                                     | At 4:36-5:2,8-10 | Österreichische Nationalbibliothek                         | Pap. G. 26020                                                                                                 | Vienna                               | Austria                       |
| {\displaystyle {\mathfrak {P}}}58  | 550                               | (forse come= p33)                                                                | At 15 | Österreichische Nationalbibliothek                         | Pap. G. 17973, 26133, 35831, 39783                                                                            | Vienna                               | Austria                       |
| {\displaystyle {\mathfrak {P}}}59  | 650                               | ?                                                                                | Gv 1:26,28,48,51; 2:15-16; 11:40-52; 12:25,29,31,35; 17:24-26; 18:1-2,16-17,22; 21:7,12-13,15,17-20,23 | Pierpont Morgan Library & Museum                           | P. Colt 3 | New York City                        | USA                           |
| {\displaystyle {\mathfrak {P}}}60  | 650                               | alessandrino                                                                     | Gv 16:29-30; 16:32-17:6; 17:8-9, 11-15, 18-25; 18:1-2,4-5,7-16,18-20,23-29, 31-37,39-40; 19:2-3,5-8,10-18,20,23-26 | Pierpont Morgan Library & Museum                           | P. Colt 4 | New York City                        | USA                           |
| {\displaystyle {\mathfrak {P}}}61  | 700                               | Egiziano?                                                                        | Rom 16:23-27; 1Cor 1:1-2,4-6; 5:1-3,5-6,9-13; Fili 3:5-9,12-16; Col 1:3-7,9-13; 4:15; 1Tess 1:2-3; Tit 3:1-5,8-11,14-15; File 4-7 | Pierpont Pierpont Morgan Library                           | P. Colt 5 | New York City                        | USA                           |
| {\displaystyle {\mathfrak {P}}}62  | 350                               | alessandrino                                                                     | Mt 11:25-30 | Biblioteca dell'Università di Oslo                         | Inv. 1661 | Oslo                                 | Norvegia                      |
| {\displaystyle {\mathfrak {P}}}63  | 500                               | ?                                                                                | Gv 3:14-18; 4:9-10 | Musei statali di Berlino                                   | Inv. 11914 | Berlino                              | Germania                      |
| {\displaystyle {\mathfrak {P}}}64  | 175-200                           | alessandrino? (probabilmente stesso codice di {\displaystyle {\mathfrak {P}}}67) | Mt 3,9.15; 5,20-22.25-28 ({\displaystyle {\mathfrak {P}}}67); 26,7-8.10.14-15.22-23.31-33 ({\displaystyle {\mathfrak {P}}}64) | Magdalen College; Fundación Sant Lluc Evangelista          | P. Magdalen Greek 17 ({\displaystyle {\mathfrak {P}}}64); P. Barc. Inv. 1 ({\displaystyle {\mathfrak {P}}}67) | Oxford, Barcellona                   | Regno Unito, Spagna           |
| {\displaystyle {\mathfrak {P}}}65  | 250                               | alessandrino                                                                     | 1Tess 1:3-2:1; 2:6-13 | Istituto papirologico Girolamo Vitelli                     | PSI 1373 | Firenze                              | Italia                        |
| {\displaystyle {\mathfrak {P}}}66  | 200-225                           | alessandrino                                                                     | Gv 1:1-6:11; 6:35-14:26; 14:29-30; 15:2-26; 16:2-4,6-7; 6:10-20:20; 20:22-23; 20:25-21:9 | Biblioteca Bodmeriana                                      | P. Bodmer II                                                                                                  | Cologny, Ginevra                     | Svizzera                      |
| {\displaystyle {\mathfrak {P}}}67  | 200                               | (probabilmente stesso codice di {\displaystyle {\mathfrak {P}}}64)               | Mt 3,9.15; 5,20-22.25-28 | Fundación Sant Lluc Evangelista                            | P. Barc. Inv. 1                                                                                               | Barcellona                           | Spagna                        |
| {\displaystyle {\mathfrak {P}}}68  | 650(?)                            | bizantino                                                                        | 1Cor 4:12-17; 4:19-5:3 | Biblioteca nazionale russa                                 | Gr. 258B | San Pietroburgo                      | Russia                        |
| {\displaystyle {\mathfrak {P}}}69  | 250                               | occidentale                                                                      | Lu 22:41,45-48,58-61 | Ashmolean Museum                                           | P. Oxy. 2383                                                                                                  | Oxford                               | Regno Unito                   |
| {\displaystyle {\mathfrak {P}}}70  | 250                               | ?                                                                                | Mt 2:13-16; 2:22-3:1; 11:26-27; 12:4-5; 24:3-6,12-15 | Ashmolean Museum, Istituto papirologico Girolamo Vitelli   | P. Oxy. 2384 CNR 419, 420                                                                                     | Oxford, Firenze                      | Regno Unito, Italia           |
| {\displaystyle {\mathfrak {P}}}71  | 350                               | alessandrino (come bizantino)                                                    | Mt 19:10-11,17-18 | Ashmolean Museum                                           | P. Oxy. 2385                                                                                                  | Oxford                               | Regno Unito                   |
| {\displaystyle {\mathfrak {P}}}72  | 300                               | come bizantino; occidentale in Giuda                                             | 1Pt 1,1-5,14; 2Pt 1,1-3,18; Giuda 1-25 | Biblioteca Apostolica Vaticana; Biblioteca Bodmeriana      | P. Bodmer VII, VIII                                                                                           | Città del Vaticano; Cologny, Ginevra | Città del Vaticano; Svizzera  |
| {\displaystyle {\mathfrak {P}}}73  | 650                               | ?                                                                                | Mt 25:43; 26:2-3 | Biblioteca Bodmeriana                                      | P. Bodmer L                                                                                                   | Cologny, Ginevra                     | Svizzera                      |
| {\displaystyle {\mathfrak {P}}}74  | 650                               | alessandrino                                                                     | At 1:2-5,7-11,13-15,18-19,22-25; 2:2-4; 2:6-3:26; 4:2-6,8-27,4:29-27:25; 27:27-28:31; Giac 1:1-6,8-19,21-23,25,27; 2:1-3,5-15,18-22,25-26; 3:1,5-6,10-12,14,17-18; 4:8,11-14; 5:1-3,7-9,12-14,19-20; 1P 1:1-2, 7-8,13,19-20,25; 2:6-7,11-12,18,24; 3:4-5; 2P 2:21; 3:4,11,16; 1Gv 1:1,6; 2:1-2,7,13-14,18-19,25-26; 3:1-2,8,14,19-20; 4:1,6-7,12,16-17; 5:3-4, 9-10,17; 2Gv 1,6-7,13; 3Gv 6,12; Giuda 3,7,12,18,24 | Biblioteca Bodmeriana                                      | P. Bodmer XVII                                                                                                | Cologny, Ginevra                     | Svizzera                      |
| {\displaystyle {\mathfrak {P}}}75  | 175-225                           | alessandrino (come bizantino)                                                    | Lu 3:18-22; 3:33-4:2; 4:34-5:10; 5:37-6:4; 6:10-7:32; 7:35-39,41-43; 7:46-9:2; 9:4-17:15;, 17:19-18; 22:4-24:53; Gv 1:1-11:45; 11:48-57; 12:3-13:10; 14:8-31; 15:1-10 | Biblioteca Apostolica Vaticana                             | P. Bodmer XIV, XV                                                                                             | Città del Vaticano                   | Città del Vaticano            |
| {\displaystyle {\mathfrak {P}}}76  | 550                               |                                                                                  | Gv 4:9,12 | Österreichische Nationalbibliothek                         | Pap. G. 36102                                                                                                 | Vienna                               | Austria                       |
| {\displaystyle {\mathfrak {P}}}77  | 200                               |                                                                                  | Mt 23:30-39 | Ashmolean Museum                                           | P. Oxy. 2683                                                                                                  | Oxford                               | Regno Unito                   |
| {\displaystyle {\mathfrak {P}}}78  | 300                               |                                                                                  | Giuda 4-5, 7-8 | Ashmolean Museum                                           | P. Oxy. 2684                                                                                                  | Oxford                               | Regno Unito                   |
| {\displaystyle {\mathfrak {P}}}79  | 650                               |                                                                                  | Ebr 10:10-12, 28-30 | Musei statali di Berlino                                   | Inv. 6774 | Berlino                              | Germania                      |
| {\displaystyle {\mathfrak {P}}}80  | 250                               |                                                                                  | Gv 3:34 | Fundación Sant Lluc Evangelista                            | Inv. 83 | Barcellona                           | Spagna                        |
| {\displaystyle {\mathfrak {P}}}81  | 350                               |                                                                                  | 1P 2:20-3.1; 3:4-12 | Professor Sergio Daris, Università di Trieste              | Inv. 20 | Trieste                              | Italia                        |
| {\displaystyle {\mathfrak {P}}}82  | 400                               |                                                                                  | Lu 7:32-34,37-38 | Biblioteca nazionale e universitaria di Strasburgo         | Gr. 2677 | Strasburgo                           | Francia                       |
| {\displaystyle {\mathfrak {P}}}83  | 550                               |                                                                                  | Mt 20:23-25,30-31; 23:39-24:1; 24:6 | Biblioteca dell'Università cattolica di Lovanio            | P. A. M. Kh. Mird 16, 29                                                                                      | Lovanio                              | Belgio                        |
| {\displaystyle {\mathfrak {P}}}84  | 550                               | bizantino                                                                        | Mc 2:2-5, 8-9; 6:30-31,33-34,36-37,39-41; Gv 5:5; 17:3,7-8 | Biblioteca dell'Università cattolica di Lovanio            | P. A. M. Kh. Mird 4, 11                                                                                       | Lovanio                              | Belgio                        |
| {\displaystyle {\mathfrak {P}}}85  | 400                               |                                                                                  | Ap 9:19-10:1; 10:5-9 | Biblioteca nazionale e universitaria di Strasburgo         | Gr. 1028 | Strasburgo                           | Francia                       |
| {\displaystyle {\mathfrak {P}}}86  | 350                               | alessandrino                                                                     | Mt 5:13-16,22-25 | Institut für Altertumskunde, Università di Colonia         | Theol. 5516                                                                                                   | Colonia                              | Germania                      |
| {\displaystyle {\mathfrak {P}}}87  | 250                               |                                                                                  | Filemone 1:13-15, 24-25 | Institut für Altertumskunde, Università di Colonia         | Theol. 12 | Colonia                              | Germania                      |
| {\displaystyle {\mathfrak {P}}}88  | 350                               |                                                                                  | Mc 2.1-26 | Università Cattolica del Sacro Cuore                       | Inv. 69.24 | Milano                               | Italia                        |
| {\displaystyle {\mathfrak {P}}}89  | 350                               |                                                                                  | Ebr 6:7-9, 15-17 | Biblioteca Medicea Laurenziana                             | PL III/292 | Firenze                              | Italia                        |
| {\displaystyle {\mathfrak {P}}}90  | 175 (tardo II secolo)             | come א                                                                           | Gv 18:36-19:7 | Ashmolean Museum                                           | P. Oxy. 3523; 65 6 B. 32/M (3-5) a                                                                            | Oxford                               | Regno Unito                   |
| {\displaystyle {\mathfrak {P}}}91  | 250                               | alessandrino                                                                     | At 2:30-37; 2:46-3:2 | Università degli Studi di Milano, Macquarie University     | P. Mil. Vofl. Inv. 1224; P. Macquarie inv. 360                                                                | Milano, Sydney                       | Italia, Australia             |
| {\displaystyle {\mathfrak {P}}}92  | 300                               | alessandrino                                                                     | Ef 1.11-13,19-21; 2Tess 1:4-5, 11-12 | Museo Egizio                                               | PNarmuthis 69.39a/229a                                                                                        | Cairo                                | Egitto                        |
| {\displaystyle {\mathfrak {P}}}93  | 450                               |                                                                                  | Gv 13:15-17 | Istituto papirologico Girolamo Vitelli                     | PSI 108 | Firenze                              | Italia                        |
| {\displaystyle {\mathfrak {P}}}94  | 500                               |                                                                                  | Rom 6:10-13,19-22 | Museo Egizio                                               | P. Cair. 10730                                                                                                | Cairo                                | Egitto                        |
| {\displaystyle {\mathfrak {P}}}95  | 250                               |                                                                                  | Gv 5:26-29,36-38 | Biblioteca Medicea Laurenziana                             | PL II/31 | Firenze                              | Italia                        |
| {\displaystyle {\mathfrak {P}}}96  | 550                               |                                                                                  | Mt 3:13-15 | Österreichische Nationalbibliothek                         | Pap. K 7244                                                                                                   | Vienna                               | Austria                       |
| {\displaystyle {\mathfrak {P}}}97  | 600                               |                                                                                  | Lu 14:7-14 | Chester Beatty Library                                     | p. Chester B. XVII                                                                                            | Dublino                              | Irlanda                       |
| {\displaystyle {\mathfrak {P}}}98  | 200–250                           |                                                                                  | Ap 1:13-2:1 | Institut Français d'Archéologie Orientale                  | P. IFAO inv. 237b                                                                                             | Cairo                                | Egitto                        |
| {\displaystyle {\mathfrak {P}}}99  | 400                               |                                                                                  | Rom 1; 2Cor 1;5;6;8-9;11-13; Gal 1-6; Ef 1-6 (parti) | Chester Beatty Library                                     | P. Chester B. Ac. 1499, fol 11-14                                                                             | Dublino                              | Regno Unito Irlanda, Germania |
| {\displaystyle {\mathfrak {P}}}100 | 300                               |                                                                                  | Giac 3:13-4:4; 4:9-5. | Ashmolean Museum                                           | P. Oxy. 4449                                                                                                  | Oxford                               | Regno Unito                   |
| {\displaystyle {\mathfrak {P}}}101 | 250                               |                                                                                  | Mt 3:10-12, 3:16-4:3 | Ashmolean Museum                                           | P. Oxy. 4401                                                                                                  | Oxford                               | Regno Unito                   |
| {\displaystyle {\mathfrak {P}}}102 | 300                               |                                                                                  | Mt 4:11-12,22-23 | Ashmolean Museum                                           | P. Oxy. 4402                                                                                                  | Oxford                               | Regno Unito                   |
| {\displaystyle {\mathfrak {P}}}103 | 200                               |                                                                                  | Mt 13:55-56; 14:3-5 | Ashmolean Museum                                           | P. Oxy. 4403                                                                                                  | Oxford                               | Regno Unito                   |
| {\displaystyle {\mathfrak {P}}}104 | 175-200                           |                                                                                  | Mt 21:34-37,43,45 | Ashmolean Museum                                           | P. Oxy. 4404                                                                                                  | Oxford                               | Regno Unito                   |
| {\displaystyle {\mathfrak {P}}}105 | 500                               |                                                                                  | Mt 27:62-64; 28:1-5 | Ashmolean Museum                                           | P. Oxy. 4406                                                                                                  | Oxford                               | Regno Unito                   |
| {\displaystyle {\mathfrak {P}}}106 | 250                               |                                                                                  | Gv 1:29-35,40-46 | Ashmolean Museum                                           | P. Oxy. 4445                                                                                                  | Oxford                               | Regno Unito                   |
| {\displaystyle {\mathfrak {P}}}107 | 250                               |                                                                                  | Gv 17:1-2,11 | Ashmolean Museum                                           | P. Oxy. 4446                                                                                                  | Oxford                               | Regno Unito                   |
| {\displaystyle {\mathfrak {P}}}108 | 250                               |                                                                                  | Gv 17:23-24; 18:1-5 | Ashmolean Museum                                           | P. Oxy. 4447                                                                                                  | Oxford                               | Regno Unito                   |
| {\displaystyle {\mathfrak {P}}}109 | 250                               |                                                                                  | Gv 21:18-20,23-25 | Ashmolean Museum                                           | P. Oxy. 4448                                                                                                  | Oxford                               | Regno Unito                   |
| {\displaystyle {\mathfrak {P}}}110 | 300                               |                                                                                  | Mt 10:13-14,25-27 | Ashmolean Museum                                           | P. Oxy. 4494                                                                                                  | Oxford                               | Regno Unito                   |
| {\displaystyle {\mathfrak {P}}}111 | 250                               |                                                                                  | Lu 17:11-13,22-23 | Ashmolean Museum                                           | P. Oxy. 4495                                                                                                  | Oxford                               | Regno Unito                   |
| {\displaystyle {\mathfrak {P}}}112 | 450                               |                                                                                  | At 26:31-32; 27:6-7 | Ashmolean Museum                                           | P. Oxy. 4496                                                                                                  | Oxford                               | Regno Unito                   |
| {\displaystyle {\mathfrak {P}}}113 | 250                               |                                                                                  | Rom 2:12-13,29 | Ashmolean Museum                                           | P. Oxy. 4497                                                                                                  | Oxford                               | Regno Unito                   |
| {\displaystyle {\mathfrak {P}}}114 | 250                               |                                                                                  | Ebr 1:7-12 | Ashmolean Museum                                           | P. Oxy. 4498                                                                                                  | Oxford                               | Regno Unito                   |
| {\displaystyle {\mathfrak {P}}}115 | 300                               |                                                                                  | Ap 2.1-3,13-15,27-29; 3.10-12; 5:8-9; 6:5-6; 8:3-8; 8:11-9:5; 9:7-16,18-10:4; 10:8-11:5; 11:8-15; 11:18-12:5; 12:8-10,12-17; 13:1-3,6-16; 13:18-14:3; 14:5-7,10-11,14-15; 14:18-15:1; 15:4-7 | Ashmolean Museum                                           | P. Oxy. 4499                                                                                                  | Oxford                               | Regno Unito                   |
| {\displaystyle {\mathfrak {P}}}116 | 600                               |                                                                                  | Ebr 2:9-11, 3:3-6 | Biblioteca nazionale austriaca                             | P. Vindob. G 42417                                                                                            | Vienna                               | Austria                       |
| {\displaystyle {\mathfrak {P}}}117 | 400                               |                                                                                  | 2Cor 7:6-8, 9-11 | Università di Amburgo                                      | Inv. 1002 | Amburgo                              | Germania                      |
| {\displaystyle {\mathfrak {P}}}118 | 250                               |                                                                                  | Rom 15:26-27,32-33; 16:1,4-7,11-12 | Institut für Altertumskunde, Università di Colonia         | Inv. 10311 | Colonia                              | Germania                      |
| {\displaystyle {\mathfrak {P}}}119 | 250                               |                                                                                  | Gv 1:21-28, 38-44 | Ashmolean Museum                                           | P. Oxy. 4803[7]                                                                                               | Oxford                               | Regno Unito                   |
| {\displaystyle {\mathfrak {P}}}120 | 350                               |                                                                                  | Gv 1:25-28, 33-38, 42-44 | Ashmolean Museum                                           | P. Oxy. 4804[8]                                                                                               | Oxford                               | Regno Unito                   |
| {\displaystyle {\mathfrak {P}}}121 | 250                               |                                                                                  | Gv 19:17-18, 25-26 | Ashmolean Museum                                           | P. Oxy. 4805[9]                                                                                               | Oxford                               | Regno Unito                   |
| {\displaystyle {\mathfrak {P}}}122 | 400                               |                                                                                  | Gv 21:18-20,23-25 | Ashmolean Museum                                           | P. Oxy. 4806[10]                                                                                              | Oxford                               | Regno Unito                   |
| {\displaystyle {\mathfrak {p}}}123 | 350                               |                                                                                  | 1Cor 14:31-34; 15:3-6 | Ashmolean Museum                                           | P. Oxy. 4844                                                                                                  | Oxford                               | Regno Unito                   |
| {\displaystyle {\mathfrak {p}}}124 | 550                               |                                                                                  | 2Cor 11:1-4, 6-9 | Ashmolean Museum                                           | P. Oxy. 4845                                                                                                  | Oxford                               | Regno Unito                   |
| {\displaystyle {\mathfrak {P}}}125 | 300                               |                                                                                  | 1 Pietro 1:23-2:5; 2:7-12 | Ashmolean Museum                                           | P. Oxy. 4934                                                                                                  | Oxford                               | Regno Unito                   |
| {\displaystyle {\mathfrak {P}}}126 | 350                               |                                                                                  | Ebrei 13:12-13.19-20 | Istituto Papirologico G. Vitelli                           | PSI inv. 1479                                                                                                 | Firenze                              | Italia                        |
| {\displaystyle {\mathfrak {P}}}127 | 350                               |                                                                                  | Atti 10-17 † | Ashmolean Museum                                           | P. Oxy. 4968                                                                                                  | Oxford                               | Regno Unito                   |

## Ordinamento secondo il canone del Nuovo Testamento
| Canone neotestamentario          | Papiri (e relativi testi contenuti) | Commenti |
| Vangelo secondo Matteo           | {\displaystyle {\mathfrak {P}}}1 (Mt 1:1-9, 12, 14-20); {\displaystyle {\mathfrak {P}}}19 (Mt 10:32-11:5); {\displaystyle {\mathfrak {P}}}21 (Mt 12:24-26, 32-33); p25 (Mt 18:32-34; 19:1-3, 5-7, 9-10); p35 (Mt 25:12-15, 20-23); p37 (Mt 26:19-52); p44b (Mt 17:1-3, 6-7; 18:15-17, 19; 25:8-10); {\displaystyle {\mathfrak {P}}}45 (Mt 20:24-32; 21:13-19; 25:41-26:39); p53 (Mt 26:29-40); p62 (Mt 11:25-30); {\displaystyle {\mathfrak {P}}}64 (Mt 3:9, 15; 5:20-22, 25-28; 26:7-8, 10, 14-15, 22-23, 31-33); p70 (Mt 2:13-16; 2:22-3:1; 11:26-27; 12:4-5; 24:3-6, 12-15); p71 (Mt 19:10-11, 17-18); p73 (Mt 25:43; 26:2-3); {\displaystyle {\mathfrak {P}}}77 (Mt 23:30-39); p83 (Mt 20:23-25, 30-31; 23:39-24:1; 24:6); p86 (Mt 5:13-16, 22-25); p96 (Mt 3:13-15); p101 (Mt 3:10-12; 3:16-4:3); p102 (Mt 4:11-12, 22-23); {\displaystyle {\mathfrak {P}}}103 (Mt 13:55-56; 14:3-5); {\displaystyle {\mathfrak {P}}}104 (Mt 21:34-37, 43, 45); p105 (Mt 27:62-64; 28:1-5); p110 (Mt 10:13-14, 25-27) | {\displaystyle {\mathfrak {P}}}64 forse dallo stesso manoscritto di {\displaystyle {\mathfrak {P}}}67 {\displaystyle {\mathfrak {P}}}77 forse dallo stesso manoscritto di {\displaystyle {\mathfrak {P}}}103 |
| Vangelo secondo Marco            | {\displaystyle {\mathfrak {P}}}45 (Mc 4:36-40; 5:15-26; 5:38-6:3; 6:16-25, 36-50; 7:3-15; 7:25-8:1; 8:10-26;8:34-9:9; 9:18-31; 1127-12:1; 12:5-8, 13-19, 24-28); p84 (Mc 2:2-5, 8-9; 6:30-31, 33-34, 36-37, 39-41); p88 (Mc 2:1-26) | |
| Vangelo secondo Luca             | {\displaystyle {\mathfrak {P}}}3 (Lu 7:36-45; 10:38-42); {\displaystyle {\mathfrak {P}}}4 (Lu 1:58-59; 1:62-2:1; 2:6-7; 3:8-4:2; 4:29-32, 34-35; 5:3-8; 5:30-6:16); {\displaystyle {\mathfrak {P}}}7 (Lu 4:1-3); p42 (Lu 1:54-55; 2:29-32); {\displaystyle {\mathfrak {P}}}45 (Lu 6:31-41; 6:45-7:7; 9:26-41; 9:45-10:1; 10:6-22, 26-42; 11:1, 6-25, 28-46; 11:50-12:12; 12:18-37; 12:42-13:1; 13:6-24; 13:29-14:10; 14:17-33); {\displaystyle {\mathfrak {P}}}69 (Lu 22:41, 45-48, 58-61); {\displaystyle {\mathfrak {P}}}75 (Lu 3:18-22; 3:33-4:2; 4:34-5:10; 5:37-6:4; 6:10-7:32; 7:35-39, 41-43; 7:46-9:2; 9:4-17:15; 17:19-18:18; 22:4-24:53); p82 (Lu 7:32-34, 37, 38); p97 (Lu 14:7-14); p111 (Lu 17:11-13, 22-23) | |
| Vangelo secondo Giovanni         | {\displaystyle {\mathfrak {P}}}2 (Gv 12:12-15); {\displaystyle {\mathfrak {P}}}5 (Gv 1:23-31, 33-40; 16:14-30; 20:11-17, 19-20, 22-25); {\displaystyle {\mathfrak {P}}}6 (Gv 10:1-2, 4-7, 9-10; 11:1-8, 45-52); {\displaystyle {\mathfrak {P}}}22 (Gv 15:25-16:2; 16:21-32); p28 (Gv 6:8-12, 17-22); p36 (Gv 3:14-18, 31-32, 34-35); p39 (Gv 8:14-22); p44a (Gv 10:8-14); p44b (Gv 9:3-4; 12:16-18); {\displaystyle {\mathfrak {P}}}45 (Gv 4:51-54; 5:21-24; 10:7-25; 10:30-11:10; 11:18-36, 42-57); {\displaystyle {\mathfrak {P}}}52 (Gv 18:31-33, 37-38); p55 (Gv 1:31-33, 35-38); p59 (Gv 1:26, 28, 48, 51; 2:15-16; 11:40-52; 12:25, 29, 31, 35; 17:24-26; 18:1-2, 16-17, 22; 21:7, 12-13, 15, 17-20, 23); p60 (Gv 16:29-30; 16:32-17:6; 17:8-9, 11-15, 18-25; 18:1-2, 4-5, 7-16, 18-20, 23-29, 31-37, 39-40; 19:2-3, 5-8, 10-18, 20, 23-26); p63 (Gv 3:14-18; 4:9-10); {\displaystyle {\mathfrak {P}}}66 (Gv 1:1-6:11; 6:35-14:26; 14:29-30; 15:2-26; 16:2-4, 6-7; 6:10-20:20; 20:22-23; 20:25-21:9); {\displaystyle {\mathfrak {P}}}75 (Gv 1:1-11:45; 11:48-57; 12:3-13:10; 14:8-31; 15:1-10); p76 (Gv 4:9, 12); p80 (Gv 3:34); p84 (Gv 5:5; 17:3, 7-8); {\displaystyle {\mathfrak {P}}}90 (Gv 18:36-19:7); p93 (Gv 13:15-17); p95 (Gv 5:26-29, 36-38); p106 (Gv 1:29-35, 40-46); p107 (Gv 17:1-2, 11); p108 (Gv 17:23-24; 18:1-5); p109 (Gv 21:18-20, 23-25); p119 (Gv 1:21-28, 38-44); p120 (Gv 1:25-28, 33-38, 42-44); p121 (Gv 19:17-18, 25-26); p122 (Gv 21:18-20,23-25) | |
| Atti degli Apostoli              | {\displaystyle {\mathfrak {P}}}8 (At 4:31-37; 5:2-9; 6:1-6, 8-15); p33 (At 7:6-10, 13-18; 15:21-24, 26-32); p41 (At 17:28-18:2; 18:17-18, 22-25, 27; 19:1-4, 6-8, 13-16, 18-19; 20:9-13, 15-16, 22-24, 26-38; 21:1-4, 26-27; 22:11-14, 16-17); {\displaystyle {\mathfrak {P}}}45 (At 4:27-36; 5:10-21, 30-39; 6:7-7:2; 7:10-21; 7:32-41; 7:52-8:1; 8:14-25; 8:34-9:6; 9:16-27; 9:35-10:2; 10:10-23, 31-41; 11:2-14; 11:24-12:5; 12:13-22; 13:6-16, 25-36; 13:46-14:3; 14:15-23; 15:2-7, 19-27; 15:38-16:4; 16:15-21, 32-40; 17:9-17); p48 (At 23:11-17, 25-29); p50 (At 8:26-32; 10:26-31); p56 (At 1:1-5, 7-11); p57 (At 4:36-5:2, 8-10); {\displaystyle {\mathfrak {P}}}74 (At 1:2-5, 7-11, 13-15, 18-19, 22-25; 2:2-4; 2:6-3:26; 4:2-6, 8-27, 4:29-27:25; 27:27-28:31); p91 (At 2:30-37; 2:46-3:2); p112 (At 26:31-32; 27:6-7); {\displaystyle {\mathfrak {P}}}127 (At 10-17 †) | {\displaystyle {\mathfrak {P}}}33 forse uguale {\displaystyle {\mathfrak {P}}}58 e viceversa. |
| Lettera ai Romani                | {\displaystyle {\mathfrak {P}}}10 (Rom 1:1-7); p26 (Rom 1:1-16); {\displaystyle {\mathfrak {P}}}27 (Rom 8:12-22, 24-27; 8:33-9:3; 9:5-9); p31 (Rom 12:3-8); p33 (At 7:6-10, 13-18; 15:21-24, 26-32); p40 (Rom 1:24-27; 1:31-2:3; 321-4:8; 6:4-5, 16; 9:16-17, 27); {\displaystyle {\mathfrak {P}}}46(Rom 5:17-6:3; 6:5-14; 8:15-25, 27-35; 8:37-9:32; 10:1-11:22; 11:24-33; 11:35-15:9; 15:11-16:27); p61 (Rom 16:23-27); p94 (Rom 6:10-13, 19-22); p99 (Rom 1; 2Cor 1; 5; 6; 8; 9; 11-13); p113 (Rom 2:12-13, 29); p118 (Rom 15:26-27, 32-33; 16:1,4-7,11-12) | |
| Prima lettera ai Corinzi         | {\displaystyle {\mathfrak {P}}}11 (1Cor 1:17-22; 2:9-12,14; 3:1-3, 5-6; 4:3-5:5; 5:7-8; 6:5-9, 11-18; 7:3-6,10-14); {\displaystyle {\mathfrak {P}}}14 (1Cor 1:25-27; 2:6-8; 3:8-10, 20); p15 (1Cor 7:18-8:4); p34 (1Cor 16:4-7, 10); {\displaystyle {\mathfrak {P}}}46 (1Cor 1:1-9:2; 9:4-14:14; 14:16-15:15; 15:17-16:22); p61 (1Cor 1:1-2, 4-6; 5:1-3, 5-6, 9-13); p68 (1Cor 4:12-17; 4:19-5:3); p123 (1Cor 14:31-34; 15:3-6) | forse {\displaystyle {\mathfrak {P}}}11 e {\displaystyle {\mathfrak {P}}}14 corrispondono allo stesso manoscritto                                                                                            |
| Seconda lettera ai Corinzi       | p34 (2Cor 5:18-21; 10:13-14; 11:2, 4, 6-7); {\displaystyle {\mathfrak {P}}}46 (2Cor 1:1-11:10; 11:12-21; 11:23-13:13); p99 (2Cor 1; 5; 6; 8; 9; 11-13); p117 (2Cor 7:6-8, 9-11); p124 (2Cor 11:1-4, 6-9) | |
| Lettera ai Galati                | {\displaystyle {\mathfrak {P}}}46 (Gal 1:1-8; 1:10-2:9; 2:12-21; 3:2-29; 4:2-18; 4:20-5:17; 5:20-6:8; 6:10-18); p51 (Gal 1:2-10, 13, 16-20); p99 (Gal 1-6). | |
| Lettera agli Efesini             | {\displaystyle {\mathfrak {P}}}46 (Ef 1:1-2:7; 2:10-5:6; 5:8-6:6; 6:8-18, 20-24); {\displaystyle {\mathfrak {P}}}49 (Ef 4:16-29; 4:32-5:13); p92 (Ef 1:11-13, 19-21); p99 (Ef 1-6 [parti]) | |
| Lettera ai Filippesi             | {\displaystyle {\mathfrak {P}}}16 (Fili 3:10-17; 4:2-8); {\displaystyle {\mathfrak {P}}}46 (Fili 1:1, 5-15, 17-28; 1:30-2:12; 2:14-27; 2:29-3:8; 3:10-21; 4:2-12, 14-23); p61 (Fili 3:5-9, 12-16) | |
| Lettera ai Colossesi             | {\displaystyle {\mathfrak {P}}}46 (Col 1:1-2, 5-13, 16-24; 1:27-2:19; 2:23-3:11; 3:13-24; 4:3-12, 16-18); p61 (Col 1:3-7, 9-13; 4:15) | |
| Prima lettera ai Tessalonicesi   | {\displaystyle {\mathfrak {P}}}30 (1Tess 4:12-13, 16-17; 5:3, 8-10, 12-18, 25-28); {\displaystyle {\mathfrak {P}}}46 (1Tess 1:1; 1:9-2:3; 5:5-9, 23-28); p61 (1Tess 1:2-3); p65 (1Tess 1:3-2:1; 2:6-13) | |
| Seconda lettera ai Tessalonicesi | {\displaystyle {\mathfrak {P}}}30 (2Tess 1:1-2); p92 (2Tess 1:4-5, 11-12 | |
| Prima lettera a Timoteo          | | |
| Seconda lettera a Timoteo        | | |
| Lettera a Tito                   | {\displaystyle {\mathfrak {P}}}32 (Tit 1:11-15; 2:3-8); p61 (Tit 3:1-5, 8-11, 14-15) | |
| Lettera a Filemone               | p61 (File 1:4-7); {\displaystyle {\mathfrak {P}}}87 (File 13-15, 24-25) | |
| Lettera agli Ebrei:              | {\displaystyle {\mathfrak {P}}}12 (Ebr 1:1); {\displaystyle {\mathfrak {P}}}13 (Ebr 2:14-5:5; 10:8-22; 10:29-11:13; 11:28-12:17); {\displaystyle {\mathfrak {P}}}17 (Ebr 9:12-19); {\displaystyle {\mathfrak {P}}}46 (Ebr 1:1-9:16; 9:18-10:20; 10:22-30; 10:32-13:25); p79 (Ebr 10:10-12, 28-30); p89 (Ebr 6:7-9, 15-17); p114 (Ebr 1:7-12); p116 (Ebr 2:9-11; 3:3-6); p126 (Ebr 13:12-13.19-20) | |
| Lettera di Giacomo               | {\displaystyle {\mathfrak {P}}}20 (Giac 2:19-3:9); {\displaystyle {\mathfrak {P}}}23 (Giac 1:10-12, 15-18); p54 (Giac 2:16-18, 22-26; 3:2-4); {\displaystyle {\mathfrak {P}}}74 (Giac 1:1-6, 8-19, 21-23, 25, 27; 2:1-3, 5-15, 18-22, 25-26; 3:1, 5-6, 10-12, 14, 17-18; 4:8, 11-14; 5:1-3, 7-9, 12-14, 19-20) | |
| Prima lettera di Pietro          | {\displaystyle {\mathfrak {P}}}72 (1P 1:1-5:14); {\displaystyle {\mathfrak {P}}}74 (1P 1:1-2, 7-8, 13, 19-20, 25; 2:6-7, 11-12, 18, 24; 3:4-5); p81 (1P 2:20-3:1; 3:4-12); p125 (1Pt 1:23-2:5; 2:7-12) | |
| Seconda lettera di Pietro        | {\displaystyle {\mathfrak {P}}}72 (2P 1:1-3:18); {\displaystyle {\mathfrak {P}}}74 (2P 2:21; 3:4, 11, 16). | |
| Prima lettera di Giovanni        | {\displaystyle {\mathfrak {P}}}9 (1Gv 4:11-12, 14-17); {\displaystyle {\mathfrak {P}}}74 (1Gv 1:1, 6; 2:1-2, 7, 13-14, 18-19, 25-26; 3:1-2, 8, 14, 19-20; 4:1, 6-7, 12, 16-17; 5:3-4, 9-10, 17) | |
| Seconda lettera di Giovanni      | {\displaystyle {\mathfrak {P}}}74 (2Gv 1:1, 6-7, 13) | |
| Terza lettera di Giovanni        | {\displaystyle {\mathfrak {P}}}74 (3Gv 1:6, 12) | |
| Lettera di Giuda                 | {\displaystyle {\mathfrak {P}}}72 (Giuda 1:1-25); {\displaystyle {\mathfrak {P}}}74 (Giuda 1:3, 7, 12, 18, 24); p78 (Giuda 1:4-5, 7-8) | |
| Apocalisse di Giovanni           | {\displaystyle {\mathfrak {P}}}18 (Ap 1:4-7); {\displaystyle {\mathfrak {P}}}24 (Ap 5:5-8; 6:5-8); p43 (Ap 2:12-13; 15:8-16:2); p47 (Ap 9:10-11:3; 11:5-16:15; 16:17-17:2); p85 (Ap 9:19-10:1; 10:5-9); {\displaystyle {\mathfrak {P}}}98 (Ap 1:13-20); p115 (Ap 2:1-3, 13-15, 27-29; 3:10-12; 5:8-9; 6:5-6; 8:3-8; 8:11-9:5; 9:7-16: 9:18-10:4; 10:8-11:5; 11:8-15; 11:18-12:5; 12:8-10, 12-17; 13:1-3, 6-16; 13:18-14:3; 14:5-7, 10-11, 14-15; 14:18-15:1; 15:4-7) | |